# 더 엑스 팩터 (미국의 텔레비전 프로그램)
《더 엑스 팩터》(영어: The X Factor)는 미국 폭스 방송회사에서 방송된 오디션 프로그램이다. 사이먼 코웰이 제작한다. 총 3 시즌으로 2011년부터 2013년까지 방영되었다.